# النادي القوقازي الرياضي (الأردن)
النادي القوقازي الرياضي أحد أقدم الأندية الرياضية في الأردن، تأسس عام 1921 ومقره الحالي بمحافظة الزرقاء، فرق النادي الحالية (كرة القدم - كرة اليد - مصارعة) هي من أبرز النشاطات الرياضية في النادي، وكلتا اللعبتين لا تنافس على البطولات المحلية في السنوات الأخيرة، ففريق القدم دائما متواجد في دوري الدرجة الأولى، وفريق اليد متواجد أيضا في فرق الدرجة الأولى ويتأهل إلى الدرجة الممتازة.

## تاريخ التأسيس
تاريخ النادي يعود مع الرياضة الأردنية مع بداية تأسيس إمارة شرق الأردن فقد بدأت الفكرة في عام 1918 وتم إعلان التأسيس 1921، في بداية عام 1930 كانت منطقة صويلح وضواحيها عبارة عن قرية ترسل أبنائها إلى السلط بهدف التعليم، حيث تسبب ذلك بمشقة للأهالي الذين لجؤوا إلى المدارس الدينية (الشيخ) آنذاك مما أثار حفيظة بعض الشباب لاعتقادهم أن هذه الطريقة لم تكن كافية للارتقاء بمستواهم التعليمي".
وأن الفكرة بدأت تتبلور مع تلك الأيام لإقامة مدرسة سُمّيت على أثرها (النهضة العلمية الابتدائية) وكان صاحبها العقيد إدريس سلطان الضابط في جيش الحدود والذي كان قد شاهدها قبل ذلك في مدن حيفا ويافا والقدس مؤسسات تحمل اسم (الأندية) فاستفسر عنها وطبيعة الأنشطة التي تمارسها من خلال الشعار الذي تحمله (ثقافي - رياضي - اجتماعي) لينقل بالتالي هذه الفكرة لزملائه الذين كانوا حريصين مثله على تثقيف أبنائهم.
إلا أن الحكومة المركزية الموجودة آنذاك في السلط لم تكن لديها معلومات عن كيفية إنشاء هذه الأندية، ليلجأ المهتمون فيها إلى الأنظمة العثمانية المكتوبة باللغة التركية ويترجموها إلى العربية".
وتم تأسيس النادي القوقازي الذي أوجد تغطية لإقامة المدرسة وكملتقى للشباب تماشيا مع الأهداف العامة النبيلة للنادي بإنشاء جيل واعٍ ومثقف يساهم في خدمة مجتمعه ووطنه، وفعلا تمت الموافقة للنادي بعد تأسيسه من قبل إدارة المعارف في إمارة شرق الأردن على فتح تلك المدرسة في تاريخ 22 كانون الأول عام 1932.
وأقيم حفل افتتاح النادي كان يوم 30 أيلول من عام 1932 برعاية الملك المؤسس عبد الله الأول - أمير البلاد آنذاك -، وبقي النادي يمارس أنشطته وفق الظروف المتاحة وقتها حتى عام 1939 حيث أُغلقت فيه كافة الأندية بقرار حكومي، ولتعود الأندية لمزاولة أنشطتها عام 1944 بعد فتحها من جديد، تلى تلك الفترة افتتاح (فرع) آخر تابع للنادي في مدينة الزرقاء، فيما بقي الفرع الأصل في صويلح يمارس نشاطاته الثقافية والفنية والرياضية وغيرها حتى أُغلق عام (1972) في حين استمر فرع الزرقاء قائما حتى الآن.

## ألعاب النادي
يمارس النادي عدة ألعاب رياضية من أبرزها كرة القدم وكرة اليد وكرة الطاولة والسباحة ومنذ 2014 كرة الصالات.

## لاعبين في تاريخ النادي
بعض أسماء اللاعبين القدامى الذي كان لهم بصمات واضحة في تاريخ القوقازي، فعلى صعيد كرة القدم برز موسى ماشه، أمين عبد الرحمن الحمود، محمد آمر أيوب، عبد الفتاح حسن، محمد جعفر، (اليونانيان) بندلي كوستي وتبرو جوردان، سعيد التلي، الشيخ عبد الباقي جمو، صقر معصوم، هاشم قاسم بولاد، الإعلامي الزميل نظمي السعيد، يوسف عيسى حتقواي، بلال اسندر، محمد موسى عادل، محمد يوسف السمان، يحبى علاء الدين.
وبعد هذه الكوكبة جاء جيل: شمس الدين اسندر، أحمد يحبى دوله، أحمد بطل، أحمد أبو رحيم، جمال طعمه،، د.إبراهيم موسى عادل وشقيقه أحمد، يوسف شاكر.
ومن المدربين الذين تعاقبوا على تدريب فريق كرة القدم في فترتي الثمانينات والتسعينات أمثال: محمد باكير، سامي كاشور، والمدرب المصري سوكارنو، علي الصمادي، الدكتور نايف سعاده، أنور العيساوي، خالد تيجانا، خالد عبد الرحيم، وجهاد عبد المنعم، عدنان زعرور وغيرهم، وحاليا يقود الفريق كابتن القوقازي السابق محمود أبو البندورة. أما أبرز لاعبي النادي الذين مثّلوا المنتخب الوطني في فترة الستينيات فهم : هاشم بولاد، إبراهيم موسى، سمير مواليد، كمال بهاء الدين.

## كرة الطاولة في النادي
وعن نشاط كرة الطاولة انتسب هذه الفريق إلى اتحاد اللعبة في عام 1965 وشارك بفاعلية في كافة البطولات والمسابقات التي نظمها الاتحاد وتأرجح ترتيب الفريق على سلم البطولات في منطقة الوسط حتى بداية السبعينيات، عندما بدأ النادي بالاهتمام بفئة الناشئين آنذاك أمثال اللاعبين حسن رشاد ونمير بدر الدين، نبيل كامل أحمد، عمر عبد الباقي جمو، حيث احتل هذا الفريق عامي 1971 / 1972 والمركز الثاني ببطولة الاتحاد لهذه الفئة.. وكان رشاد من أبرز لاعبي المملكة حيث مثل منتخبنا الوطني في العديد من البطولات كبطولة إفريقيا وأمريكيا اللاتينية وآسيا التي أُقيمت في العاصمة الصينية بكين، وبقي النادي يمارس هذه اللعبة، حتى منتصف الثمانينيات لتندثر بعدها اللعبة لعدم توفر القاعة المناسبة لاستيعاب متطلباته.

## فرقة النادي الفنية الفلكورية
وإلى جانب أنشطته الرياضية النادي يضم فرقة عريقة خاصة بالفلكور الشعبي، وأفرادها بالفترة الحالية هم مجموعة من أشبال مدينة السخنة وهي تهدف إلى المحافظة على التراث الشيشاني من عادات وتقاليد فضلاً أن الغرض الآخر منها هو إشغال فراغ الشباب بالمفيد والنافع، وهناك تواصل مع الفرق الفنية الأخرى بالمملكة من خلال المشاركة بكافة الاحتفالات التي تُقام على أرض الوطن وهناك (7) فرق تعاقبت منذ تأسيسها بفترة السبعينيات والتي كان من روادها السابقين محمد هارون عبد الباقي جمو الذي مثل اللولب الحركي لها.

## رحلة التنقل والترحال للنادي
النادي انتقل للزرقاء عام 1944، وبدأت معاناة التنقل والترحال من مكان آخر ومن حي إلى ضاحية ليستقر به المقام حاليا بمنطقة وسط البلد في الزرقاء.

## القانون الأساسي لنادي القوقازي
وكان القانون الأساسي للنادي القوقازي في قرية صويلح – شرقي الأردن
المادة 1: شكل في قرية صويلح ناد سمي (( النادي القوقـازي ))
المادة 2: أ. غاية النادي السعي على دوام حسن التفاهم وصفاء العلاقات بين الأمم التي يقيمون بها
ب. نشر الروح الرياضية
ج. التعاون الأدبي والاجتماعي
المادة 3: لا دخل للنادي في الشؤون السياسية.

## الرؤساء
| الاسم              | من | إلى |
| ------------------ | -- | --- |
| الدكتور عدنان رئيس |    |     |
| محمد منير رسلان    |    |     |

## وصلات خارجية
- http://www.riadat.com/2018/03/24/%D8%A7%D9%84%D9%82%D9%88%D9%82%D8%A7%D8%B2%D9%8A/